# Zé Katimba
José Inácio dos Santos  (Guarabira, 11 de novembro de 1932), antes conhecido como Zé Catimba, e que atualmente grafa seu nome artístico como Zé Katimba, é um compositor de sambas de enredo brasileiro, sendo considerado um dos criadores da versão moderna do gênero musical.
Aos 16 anos, participou da fundação da Imperatriz Leopoldinense, e até hoje faz parte da ala de compositores da agremiação.
As músicas de Katimba ganharam voz com: Martinho da Vila, Zeca Pagodinho, Emílio Santiago, Elimar Santos, Demônios da Garoa, João Nogueira, Agepê, Simone, Julio Iglesias, Alcione, Leci Brandão, Elza Soares, Jorge Aragão, além lógico, dele próprio.
Na década de 70, virou personagem da novela Bandeira Dois, escrita por Dias Gomes para a Rede Globo, num Katimba interpretado por ninguém menos que Grande Otelo. Seu samba Martin Cererê, tema da trama, gravado pela Som Livre, vendeu 700 mil cópias.  
Katimba continua em plena atividade poética. 
Em 2007, em música ainda inédita, ele filosofa “O que marca ponto é o momento do encanto/do encontro marcado/exorcizar os demônios/juntar os hormônios/na mão que afaga”.
Em 2008, retornou à Imperatriz Leopoldinense, da qual havia se afastado há alguns anos. 
Em dezembro de 2009 o Zé Katimba  foi homenageado com a medalha Pedro Ernesto. A entrega da Medalha de Mérito Pedro Ernesto, partiu da iniciativa do vereador Eliomar Coelho, é uma honraria concebida pela Câmara Municipal do Rio de Janeiro àqueles personagens que se destacam na sociedade brasileira. A homenagem vem fazer o devido reconhecimento ao sambista Zé Katimba por todo seu empenho na valorização da cultura popular brasileira, seja através do seu trabalho desenvolvido na Imperatriz Leopoldinense há mais de 50 anos ou na composição de clássicos atemporais do samba.
Compôs em parceria com Martinho da Vila, a música “Na Minha Veia “que deu nome ao CD da Simone “Na Veia” lançada 2009 e também faz parte do DVD “Em boa companhia”. “Na Minha Veia” foi gravada também pelo Martinho da Vila no seu CD e DVD “Lambendo a Cria”. Compôs também em parceria com o Martinho da Vila uma música em homenagem a Dona Ivone Lara, que teve como título “Lara”. Este samba foi gravado pelo próprio Zé Katimba, Martinho da Vila e Martinália.  
No Carnaval de 2013, Katimba foi eleito Cidadão Samba do Rio, numa votação pela internet da qual participaram mais de 30 mil pessoas. Na disputa, tinham monstros sagrados do samba como Nelson Sargento, Martinho da Vila, Monarco, Neguinho da Beija-Flor, entre outros. O concurso teve o apoio oficial do Prefeitura Municipal do Rio de Janeiro, sob organização do jornal Extra. Já durante o desfile das escolas de samba do grupo especial do Rio, Katimba foi eleito Personalidade do Ano, pelo júri do prêmio Estandarte de Ouro, organizado pelo jornal O Globo. 
Ainda em 2013 – Zé Katimba a convite da Prefeitura de Guarabira/PB retornou a sua terra natal após 70 anos. Foi homenageado pela Câmara Municipal de Guarabira – PB, com a medalha honorífica “Osmar de Araújo Aquino” pela sua magnífica e exemplar história.
Katimba continua colhendo vitórias e mais vitórias no mundo do samba. Dessa vez, ganhou em parceria com, Adriano Ganso, Aldir Senna, Jorge do Finge e Marquinho Lessa. O enredo 2015 da Imperatriz é “Axé, Nkenda! Um ritual de liberdade – e que a voz da igualdade seja sempre a nossa voz”. Vitória do Katimba é vitória do próprio samba. 
Em 20 de novembro de 2014, dia que se celebra o Dia da Consciência Negra, Katimba foi homenageado no Quilombo dos Palmares com a Medalha Zumbi dos Palmares, aprovada pela Câmara Municipal de Niterói.
Ainda em 2014, Zé Katimba foi homenageado no evento “Um Rio de Samba” criado pela Secretaria Municipal de Turismo e realizado pela Riotur, com o diploma Baluarte do Samba Carioca.
Em 2015, durante o desfile das escolas de samba do grupo especial do Rio, o samba de enredo composto por Katimba e parceiros, foi eleito como o melhor samba de enredo, pelo júri do prêmio Estandarte de Ouro, organizado pelo jornal O Globo. 
Em março, lançou seu primeiro CD intitulado Minha raiz, minha história, com as participações especiais de: Martinho da Vila, Zeca Pagodinho, Diogo Nogueira e Monica Mac. 
Em 2015, a parceria de Zé Katimba, Adriano Ganso, Jorge do Finge, Moisés Santiago e Aldir Senna, venceu a disputa de samba de enredo, que a Imperatriz Leopoldinense levará para a Sapucaí no carnaval de 2016, com o enredo "É o amor que mexe com a minha cabeça e me deixa assim. do sonho de um caipira nascem os filhos do brasil".

## Composições
- Bandeira da fé (c/ Martinho da Vila)
- Barra de ouro, barra de rio, barra de saia (c/ Niltinho Tristeza)
- Conta outra que essa foi boa (c/ David Corrêa, Gabi e Guga)
- Deixa o coração mandar (c/ Ratinho)
- Do jeito que o rei mandou (c/ João Nogueira)
- É preciso amar (c/ João Marques)
- De todas as formas (c/Agepê)
- Me ama, mo   (Ze Katimba e Martinho da Vila)
- Danadinho, danado (Ze Katimba e Martinho da Vila)
- Na minha veia  (Ze Katimba e Martinho da Vila)·
- Recriando a criação (Zé Katimba e Martinho da Vila)
- Tempo de amar ( Zé Katimba e Ratinho)
- Ta delícia, ta gostoso ( Zé Katimba e Alceu Maia)
- De todas as formas (Zé Katimba )
- Minha e Tua (Zé Katimba, Martinho da Vila e Alceu Maia)
- Quem foi que disse ( Zé Katimba e Martinho da Vila)
- Cuidado com a inveja ( Zé Katimba e Martinho da Vila)
- Café com leite ( Zé Katimba e Martinho da Vila)
- Jaguatirica ( Zé Katimba e Martinho da Vila)
- Viola de fita (Zé Katimba)
- Paixão de candongueiro (Zé Katimba)
- Lindo é você ser minha mulher (Zé Katimba e Geraldo do Norte)
- Lara (Zé Katimba e Martinho da Vila)
- Gata Selvagem  ( Zé Katimba e Roque Ferreira)
- Martim Cerere ( Zé Katimba e Gibi)
- Só da Lala (Zé Katimba, Gibi e Serjão)
- Além de diversas vitórias em disputas de samba internas da Imperatriz[3]

## Premiações
- Estandarte de Ouro

1. 2013 - Personalidade [4]
2. 2015 - Melhor samba-enredo (Imperatriz - "Axé-Nkenda - Um Ritual de Liberdade - E que a Voz da Liberdade Seja Sempre a Nossa Voz") [5]

- Gato de Prata

1. 2015 - Melhor samba-enredo (Imperatriz - "Axé-Nkenda - Um Ritual de Liberdade - E que a Voz da Liberdade Seja Sempre a Nossa Voz") [6]
2. 2016 - Melhor samba-enredo (Imperatriz - "É o Amor que Mexe com a Minha Cabeça e Me Deixa Assim. Do Sonho de Um Caipira Nascem os Filhos do Brasil") [7]

- Plumas & Paetês Cultural

1. 2017 - Personalidade do Carnaval [8]

- S@mba-Net

1. 2015 - Melhor samba-enredo (Imperatriz - "Axé-Nkenda - Um Ritual de Liberdade - E que a Voz da Liberdade Seja Sempre a Nossa Voz") [9]
2. 2016 - Prêmio Especial pelo conjunto da obra [10]

- Troféu Sambista

1. 2016 - Melhor samba-enredo (Imperatriz - "É o Amor que Mexe com a Minha Cabeça e Me Deixa Assim. Do Sonho de Um Caipira Nascem os Filhos do Brasil") [11]